# 歴史教育
歴史教育（れきしきょういく）とは、自国および世界の歴史に関する教育およびそれに関連する教育活動・内容の総称である。

## 概要
具体的には、生徒の発達段階に応じて、教育的に系統化された歴史科学の視点・概念・知識などを学習していく過程の中で歴史的なものの見方・考え方を習得していくための教育である。
歴史教育は過去における人類・民族・国民の過去及び文化遺産に関する考え方の育成にあるとするが、そこには歴史学の立場からの関与と教育学の立場からの関与が考えられる。
1970年代に歴史教育学という概念を考案した平田嘉三は歴史教育の目的を5つに分類している。
| 理解・教養・教訓的歴史教育                   | 歴史的事実・事象の持つ個性を尊重してこれを理解していくことで教養の充実を図るとともに、そこにある教訓的意味を重視する教育。 戦前の歴史教育から継続される類型で歴史教育の「記憶暗記」型を生み出したとされる。                                                            |
| 価値・訓育・科学的歴史教育                   | マルクス主義的な唯物史観の観点に立って階級的な歴史認識と実践行動力を育てようとする教育。これに対しても視点の偏りに対する批判がある。 |
| 生活・社会的、経験的歴史教育                 | 生徒・児童が経験してきた現代の身近における問題を基礎としつつ、その社会事象の歴史的背景などを探っていくという問題史の応用とも言うべき歴史学習。戦後の社会科教育で一時期盛んであった。                                                                                   |
| 分析・法則・科学的歴史教育                   | 分析哲学・科学説明的歴史教育論に基づき、なるべく歴史教育から一切の価値観・情緒を排除して、歴史における一般法則のみを教育する。 |
| 知・情・意の発達をめざす人間形成論的歴史教育 | 生徒・児童の人間形成の一環として時間的因果の思考力や発展・連続の観念を育成しつつ、人間として必要な知・情・意の全面的な発達を図ろうとする教育。戦後歴史教育の目的として政府・文部省が掲げてきた基本方針ではあるが、受験競争や思想問題が絡んで名目上に留まる部分が多い。 |

## 日本の学校教育における歴史教育

### 小学校
小学校の歴史教育は2つに分けられる。1つは、3・4学年で行う、地域の歴史であり、もう1つは、6学年で行う、通史的な歴史教育である。前者は、昔の道具、地域の偉人や歴史的遺産に焦点をあてる。後者は、日本の古代から近現代にかけての学習である。ただし、中学や高等学校での歴史の構造を学習するものとは異なり、主として、人物や代表的な文化遺産に焦点を当て、テーマ的に通史を学習する。

### 中学校
社会科の歴史的分野として学習する。主に1-2年生で学習する。古代から近現代にかけての主だった歴史事象が、時系列的に扱われる。
中学校における歴史学習では、日本の歴史の概要を世界の歴史を背景に理解することを目的としている。また歴史にみられる国際関係や文化交流のあらましも学習する。

### 高等学校
地理歴史科で学習し、科目としては日本史と世界史に分かれる。日本史では日本の歴史について、世界史では世界の歴史について、それぞれ歴史事象の社会的背景にまで掘り下げて学ぶ。2022年（令和4年）に必履修となる歴史総合が新設され、近現代の日本と世界の両方の歴史について学ぶ。
1994年（平成6年）以降は、世界史が必履修科目で、日本史は地理との選択必履修科目となる。世界史・日本史ともに、近現代史を中心としたA科目（標準単位数2単位）と、通史を学ぶB科目（標準単位数4単位）の2科目がある。世界史・日本史ともに、履修学年や履修順序については指定されていない。
2022年以降は、歴史総合（標準対数2単位）が必履修科目で、2年次以降の選択履修科目として通史を学ぶ世界史探求と日本史探求（標準単位数3単位）がある。

### 大学
古文書読解・史料批判などの、実証史学が中心となる。文献が読めることが必須である。対象が海外である場合は外国語、日本である場合は、戦前までかなり使われていた「くずし字」の習得が必要となることが多い。
江戸時代に関しては、先達の努力によって、現在非常に多くの文書が残されている。この時代、公文書・伝達・記録などは「くずし字」（草書混じり文）だった。江戸期の出版物も、手彫り木版で「くずし字」を印刷できたため、大半が「くずし字」だった。戦前の政治家も「くずし字」を用いる。
「くずし字」は、高校までの学習で触れる機会が少なく、文体の変化についての情報も少ない。もともと、公文書は漢文が正式だったのが、時代を下るにつれて日本語表記法が混じるようになる。江戸時代には、漢字の行草書・変体仮名・漢文の助辞などが、日本語の語順で並ぶ文章に、定型の返し読みを混ぜて書かれる「候文」が公式文書だった。手紙や記録、日記にいたるまで、かなりの文献がこの様式である。それなのに、「候文」の教育はなされていない。

## 歴史

### 第二次世界大戦以前

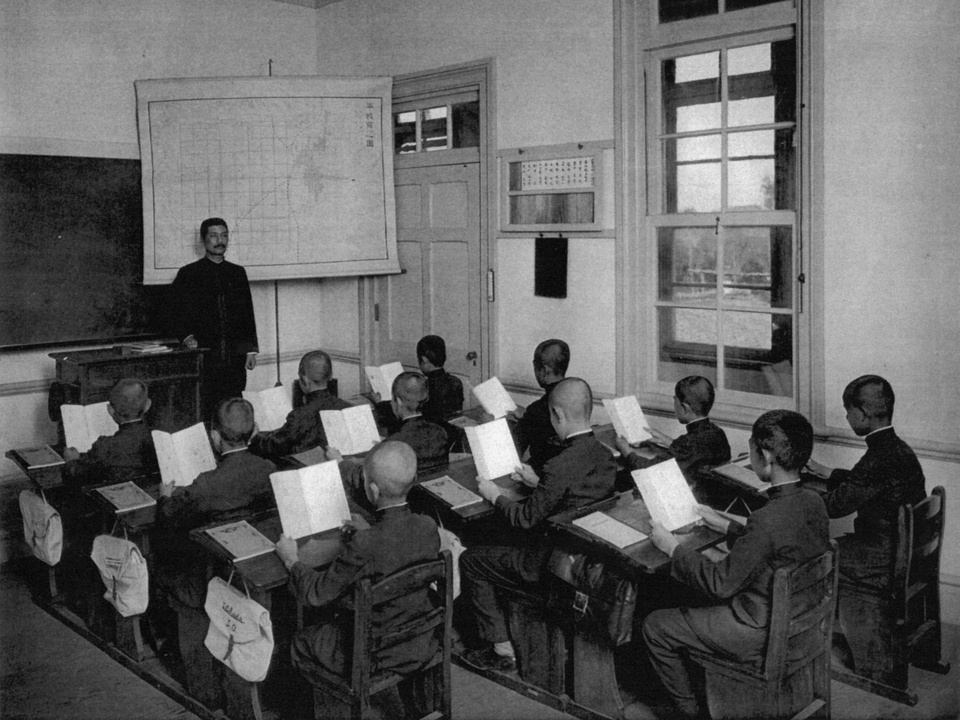
学習院中等学科第1年級別組の日本歴史授業（1915年）

日本では、明治時代初期の学制発足以降、歴史を学校で教えるようになった。1890年（明治23年）の教育勅語の発布と小学校令の改正を機に、国家主義的な歴史教育が重視されるようになった。
1902年（明治35年）に発覚した教科書疑獄事件をひとつのきっかけとして、1903年（明治36年）には教科書が国定化された（国定教科書）。教科書国定化に伴い、「忠君愛国」を目指す国定の国史教育が、修身教育とともに国家として重視する方向が強まった。当時は独立教科「国史」として教えられた。
歴史に関しては、明治も早々の1869年（明治元・2年）に、政府自らが歴史編纂に乗り出していた。過去、奈良・平安時代に、勅撰国史である『六国史』が編纂されたことにちなむ。この『六国史』はおおむね善悪鑑戒の立場に立つものだった。
このように、民間の歴史研究が進む前に、政府が「歴史」の編纂を始めたのである。これは歴史教育に決定的な影響を与えることになった。それまで、国学系と漢学系は意見が対立していたが、歴史を国民教化の有力な手段にしよう、という点では、両者が一致した。
こうした背景の下に作られた国定日本史教科書の第一章は、「天照大神（あまてらすおおみかみ）はわが天皇陛下の御先祖にてまします。」という書き出しで始まるものとなった。そして天皇に対する忠孝の度合いが、記載内容の基準となった。
検定制時代の国語の教科書には、考古学に触れている教科書もあった（『高等小学読本巻之一・明治21(1888)年）。神代を省いた歴史教科書もあった。しかし国定制度になって、それ以前にはあった、古い記録に疑問を持ったり、神代を省いたりした教科書は、学校で使えなくなってしまった。
神話で始まる歴史教科書は、明治36(1903)年から昭和20(1945)年の終戦まで、約40年間続いた。
国定日本史教科書第1章は「天照大神」（あまてらすおおみかみ）から始まるものである。以下にその冒頭を紹介する。
「天照大神はわが天皇陛下のご先祖にてまします。その御徳、きはめて高く、あたかも太陽の天上にありて、世界を照らすが如し。大神は、御孫ニニギノミコトに、この国をさづけたまひて、「皇位の盛なること、天地とともにきはまりなかるべし。」と仰せたまひき。万世にうごくことなき、わが大日本帝国の基は、実にここにさだまれるなり。」（『小学日本歴史』一、明治36(1903)年）（皇国史観）
その一方では、高等教育（大学教育）において、史実の根拠を確かめる作業、「史料批判」に関する古典的文献も出た。

### 第二次世界大戦以後
第二次大戦の敗戦に伴い、占領軍(ＧＨＱ)は昭和20年(1945年）10月から12月にかけ、教育に関するいわゆる「四大指令」を発し、軍国主義や極端な国家主義の排除、教職追放、地理・歴史・修身の授業禁止といったＧＨＱ主導による教育改革が進められた。
こうした改革によって、国家主義的な内容を排し、歴史事象を客観的・科学的に扱う方向へと転換した一方、GHQ統制下、彼らの指示または意向に沿う形で、昭和22(1947)年、国会において旧教育基本法が制定され、また翌年には国会の衆議院・参議院両院において教育勅語の失効決議が可決された。
また社会科が設置されたことに伴い、歴史教育も社会科の中で扱うようになった。その後平成6年(1994年)の高等学校社会科の地理歴史科と公民科への改編に伴い、高等学校における歴史教育は地理歴史科が担うこととなった。

## 理論および実践

### 歴史教育の類型
歴史教育をいくつかの視点で類型化することが可能である。その1つとして、歴史教育の目標をいかに定めるかで類型化することが出来る。1つは、歴史的事実の内容を教えることを目標とする歴史教育と、もう1つは歴史的事実を手段として他の事柄を教えることを目標とする教科である。前者は「歴史を教える」、後者は「歴史で教える」ことを目標としている。現在の教育現場の現状から言えば前者が圧倒的多数であるが、その教え方は単に歴史を暗記させるだけであり、正確には歴史を教えているとは言い難い。

### 歴史教育の学習論
中等段階における代表的な歴史教育学習論として、原田智仁の「理論批判学習」と児玉康弘の「解釈批判学習」が挙げられる。前者は歴史学の最新成果に基づく理論を教師が教育内容化して設定し、それを生徒が批判的に吟味しながら習得していく学習論である。これに対し後者は、1つの歴史的事実に対する複数の歴史家の解釈を生徒が批判的に吟味し、最終的に生徒自身がどの解釈がもっとも合理的であるかを判断する。この両者の学習論は、双方ともに現在の高校で行われているような無味乾燥な授業を変え得るに十分であるばかりではなく、生徒自身による批判的な吟味の過程を保証しているため、歴史教育特有の問題である特定の歴史観の注入を避けることができる画期的な学習論である。

### 教員養成に関する課題
原則的に、日本の学校で歴史教育を行う場合、小学校・中学校「社会」・高等学校「地理歴史」の免許が必要となる。

### 中学校
社会科教育を参照。
なお、中学校「社会」の免許取得のためには、歴史教育が扱う分野以外に以下の分野の単位を各2単位ずつ履修する必要がある。
- 政治学（国際政治を含む）または法律学（特に憲法学。国際法を含む）
- 経済学（国際経済を含む）または社会学
- 哲学、倫理学、宗教学

### 高等学校
日本で高等学校「地理歴史」の教員免許を取得する際には、教育職員免許法施行規則第五条に基づき、次の内容を含む科目を規定単位数以上（それぞれ2単位以上）履修する必要がある。2010年2月現在、中学校・高等学校「理科」教員免許は教員養成系や社会科学系の多くの大学・学部（通信教育を含む）で取得可能である
- 日本史
- 外国史
- 人文地理学及び自然地理学
- 地誌

このほか、第六条第四欄に規定されている「各教科の指導法」として、「地理歴史」の指導法（地理歴史科教育法などと呼ばれる。基本的には、地理教育学・歴史教育学を含む）を履修する必要がある。
教育職員免許法施行規則の規定から、教員免許取得のためには歴史教育が取り扱うべき分野以外に、地理に関する分野も規定単位数以上履修しなくてはならない。免許取得のために歴史教育で取り扱うべき学問領域以外の分野も学習することになるため、免許取得可能な大学・学部が他の教科以上に多いが、他方で教科「地理歴史」の高等学校での需要は（特に大学受験にかかわって）あまり高くない。よって、免許取得者の多さと高等学校での需要の低さから教員採用試験でも高倍率になりやすく、複数免許（特に「公民」）の取得が事実上必須となる。